# Universidade do Nordeste

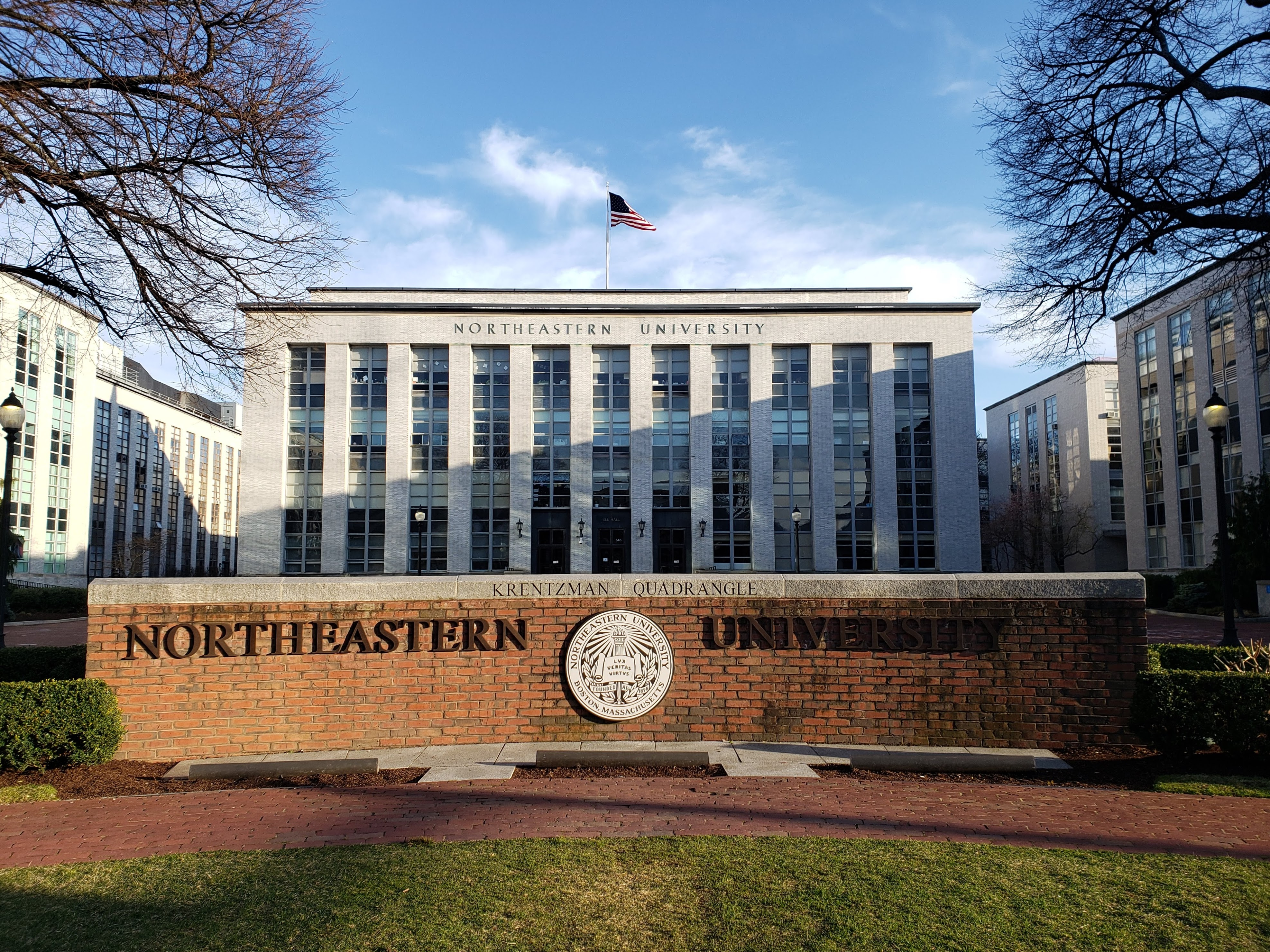
Letreiro da Universidade do Nordeste, em Boston, Massachusetts

A Universidade do Nordeste é uma universidade privada não-confessional, fundada em 1898, localizada na cidade de Boston, Massachusetts. A universidade conta com oito faculdades e oferece cursos de graduação em 65 áreas. No nível de pós-graduação, a universidade oferece mais de 125 programas de mestrado e doutorado.
A Northeastern oferece o maior e mais completo programa de educação cooperativa dos EUA que integra estudos em sala de aula com experiências profissionais (estágios) em todos em sete continentes do mundo, incluindo a Antártida. No período acadêmico de 2012-2013, 7,968 estudantes participaram no programa de co-op.
Os Huskies, como sao apelidados os atletas da Northeastern, competem na Divisao 1 da NCAA (Associação Atlética Universitária Nacional ) como membros do Colonial Athletic Association (CAA) em 18 esportes. Em 2013, a equipe de basquete masculino ganhou seu primeiro titulo da temporada regular da CAA, a equipe de futebol masculino ganhou o título da CAA pela primeira vez, e a equipe de hóquei feminino atingiu o recorde de 16 titulos do torneio Beanpot (Torneio anual de hóquei entre a principais universidades bostonianas: Northeastern University, Boston University, Boston College e Harvard University)
O campus da Universidade do Nordeste tem 73 acres (300.000 m2) e já ganhou muitos prêmios por sua beleza. O campus está localizado no Distrito Cultural Fenway na região central da cidade de Boston. Em 2010 e 2011, "US News & World Report" avaliou a Universidade do Nordeste como a segunda universidade mais promissora dos Estados Unidos. A Universidade do Nordeste foi classificada pelo Forbes número 4 no quesito " Os campi mais empreendedores dos Estados Unidos ". A Faculdade de Arquitetura ficou em décimo-segundo lugar no ranking de melhores faculdades de arquitetura feito pelo Key Institute National Rankings. O campus universitário foi classificado em quarto pelo "UI Green Metric Ranking of World Universities 2010". Alem disso a universidade conta com a D'Amore-McKim School of Business, sua escola de administração de empresas, que é atualmente considerada uma das 20 melhores escolas de administração de empresas dos Estados Unidos e oferece aos seus estudantes cursos de graduação nas áreas de: Ciências Contábeis, Empreendedorismo & Inovação, Finanças, Gestão Empresarial, Sistemas de Informação Gerencial e Gestão de Cadeia Logística.

## Campus

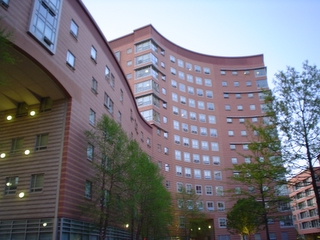
West Village A at Northeastern University

A Universidade do Nordeste está localizada nos bairros de Fenway, Roxbury e Back Bay, em Boston, adjacente a Huntington Avenue, perto do Museu de Belas Artes e o Symphony Hall. A área também é conhecida como o Distrito Cultural Fenway.
Embora localizado no coração de Boston, o campus da NEU ainda está cheio de árvores, flores, gramados e parques. Desde a década de 1990, o campus tem sido considerado um modelo de projeto para as universidades urbanas e por duas vezes ganhou o "mais belo novo ou renovado espaço exterior" prêmio (apresentada pela American Institute of Architects) em 2001 e 2004. Recentemente, a universidade tem trabalhado extensivamente no aprimoramento do seu campus e no momento esta no processo de renovação de um grande parque municipal em conjunto com a Prefeitura de Boston, construção de um novo centro de ciências aplicadas e engenharia. Alem disso a universidade inaugurou recentemente os edifícios International Village e East Village, que contam os mais altos padrões de tecnologia de economia de energia e recursos naturais e obtiveram a certificação LEED (Leadership in Energy and Environmental Design). Esses dois últimos edifícios contam com estruturas acadêmicas de primeira linha, contendo salas de aulas, refeitórios e dormitórios.

## Admissões
No primeiro semestre de 2015, a Northeastern recebeu 50,634 applications (pedidos de admissão) para a classe de calouros do outono do mesmo ano.Este é o maior numero de applications recebidos pela universidade em todos os tempos e a inclui na lista das das 10 universidades mais almejadas por estudantes do Ensino Médio americano.
De acordo com o jornal da universidade, a Northeastern recebeu 49,822 applications para alunos de graduação para o outono de 2014 para um total 2,800 vagas disponíveis. Uma proporção de 1 vaga para cada 18 alunos. No total, foram 31.9% dos aplicantes iniciais, fazendo com que o processo de admissão para a Northeastern seja considerado altamente rigoroso. O processo de admissão de 2014 colocou a universidade como a terceira mais competitiva da Grande Boston, somente atras da Harvard University e do MIT.  No ano de 2014, o numero de países representados no campus também aumentou de 143 para 156, fazendo da universidade um dos campus mais internacionais do mundo.

## Acadêmico

### Faculdades
A universidade conta com uma grande variedade de cursos que estão disponíveis para os seus alunos em diferentes faculdades. Essas faculdades são: